# Таласа (митология)
Вижте пояснителната страница за други значения на Таласа.
Таласа (на старогръцки: Θάλασσα Thalassa; Θάλαττα Thalatta „Море“) в древногръцката митология е богиня на морето. Според Хигин Митограф тя е дъщеря на Ефир („етер“) и Хемера („ден“).
Заедно с Понт (морето) тя е майка на рибите. При Нон от Панополис тя е майка от Уран на Афродита.
Тя е майка също и на Егеон, богът на морските бури. По Диодор тя е майка на Телхините от Родос.